# Knäckebröd

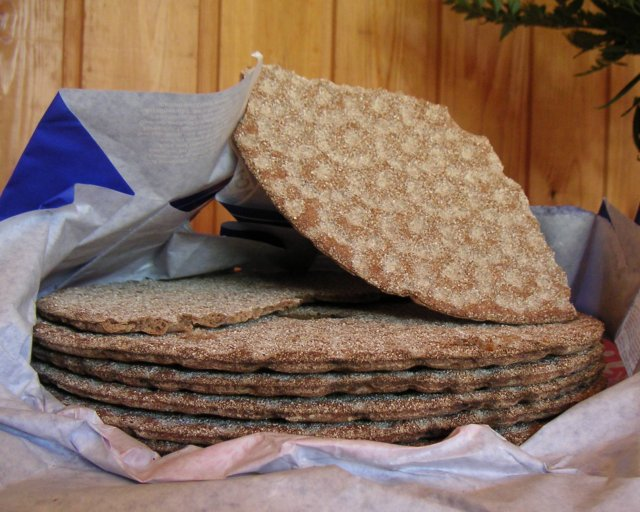
Knäckebröd - um pão tipico da Suécia

Pão crocante (“knäckebröd”) é um tipo de pão tradicional da Escandinávia com a forma duma bolacha retangular grande (embora no passado elas fossem redondas e com um furo no meio), excelente para fazer sanduiches abertas com qualquer tipo de alimento: queijo, peixe ou marisco, carne fatiada, ou mesmo compotas. Como é seco, este pão conserva-se durante muito tempo e é prático para transportar. 
O knäckebröd é tradicionalmente feito com farinha de centeio e levedura, por vezes deixando uma parte da massa lêveda para preparar mais pão. A massa (além da farinha, leva água e sal) é deixada a levedar durante a noite e depois estendida muito fina e cortada na forma que se preferir, antes de cozer em forno lento (próprio para pão).